# Sulajmán bin al-Hakam
Sulajmán bin al-Hakam nebo Sulajmán al-Musta'ín bi-lláh (arabsky: سليمان المستعين بالله‎; zemřel 1016) byl 5. chalífa z dynastie Umajjovců, který vládl od roku 1009 do roku 1010 a od roku 1013 do roku 1016 v Al-Andalusii.
V roce 1009 využil zaneprázdnění Muhammada II. al-Mahdi, který bojoval proti Alfonsovi V. a provedl palácový převrat. Abd al-Rahman Sanchuelo držel v Córdobě právoplatného vládce Hishama II. jako rukojmí. Sulayman převzal vedení berberské armády, která Muhammada opustila a s přispěním Sancha García z Kastilie, dokázal 1. listopadu 1009 porazit Muhammada II. al-Mahdi v bitvě u Alcoley. Zatímco Muhammad II. utekl do Toleda, Sulayman vstoupil do Córdoby, osvobodil právoplatného chalífu Hishama II., ale jen na krátkou dobu, neboť Sulaymanova berbereská armáda jej ustanovila novým chalífou s titulem (laqab) al-Musta'in bi-llah (Ten, kdo usiluje o Boží pomoc). Sulayman přesto nebyl schopen dobýt Toledo. V květnu roku 1010 Muhammad II. postavil vlastní armádu složenou ze žoldáků z celé Evropy. Spojil se s hrabětem Ramonem Borrellem z Barcelony, porazil Sulaymana a znovu dobyl Córdobu, zničenou katalánskými vojáky. Muhammad II. al-Mahdi byl znovu ustanoven chalífou, ale jeho žoldnéři ho v červenci zavraždili a obnovili vládu Hishama II.
Po útěku do města Algeciras se Sulaymanovi podařilo v roce 1013 znovu s berberskou pomocí dobýt Córdobu a vrátit vládu opět Hishamovi II. Jeho politika ústupků berberským, arabským a žoldáckým vojskům a jejich vůdcům omezila autoritu chalífátu pouze na Córdobu. Mezitím Ziridové z Granady vytvořily nezávislou dynastii. V roce 1016 byla Córdoba napadena velkou berberskou armádou pod vedením Ali ibn Hammud al-Nasira, zvaného Hammudid, guvernéra z Ceuty, který si Córdobu 1. července 1016 podmanil. Sulayman byl uvězněn a krátce poté byl sťat.